# Webhook
Un webhook, en desenvolupament web, és un mecanisme emprat en alguns sistemes per demanar de ser informats d'esdeveniments en temps real, com ara confirmacions de pagament o alertes meteorològiques. El sistema client informa en quin endpoint URL espera la informació i el servidor la invocarà de seguida quan la tingui disponible.
És un mètode per augmentar o alterar el comportament d'una pàgina web o aplicació web amb funcions de callback (figura 1) personalitzades. Aquestes funcions callback poden ser mantingudes, modificades i gestionades per usuaris i desenvolupadors de tercers que no necessàriament estiguin afiliats al lloc web o a l'aplicació d'origen. El terme "webhook" va ser encunyat per Jeff Lindsay l'any 2007 a partir del terme de programació informàtica hook.
El format sol ser JSON. La sol·licitud es fa amb mètode HTTP POST.
Els webhooks són "funcions callback HTTP definida per l'usuari". Normalment es desencadenen per algun esdeveniment, com ara enviar codi a un repositori o un comentari publicat a un bloc. Quan es produeix aquest esdeveniment, el lloc d'origen fa una sol·licitud HTTP a l'URL configurat per al webhook. Els usuaris poden configurar-los perquè els esdeveniments d'un lloc invoquin comportament en un altre.
Els usos habituals són per activar compilacions amb sistemes d'integració contínua o per notificar sistemes de seguiment d'errors. Com que els webhooks utilitzen HTTP, es poden integrar als serveis web sense afegir nova infraestructura.
Quan el client (el lloc web o l'aplicació d'origen) fa una callback de webhook al servidor de l'usuari de tercers, s'ha d'autenticar la sol·licitud POST entrant per evitar un atac de falsificació i verificar la seva marca de temps per evitar un atac de reproducció.
Cal no confondre amb les notificacions push. La diferència conceptual és que els webhooks són per comunicar sistemes i les push són per notificar dispositius finals (mòbils, etc).